# Langage
Langage (von französisch langage [lãˈɡaːʒ], deutsch ‚Rede‘) als ein von Ferdinand de Saussure eingeführten Terminus bezeichnet in der Sprachwissenschaft einerseits die menschliche Rede als allgemeinen, vortheoretischen Oberbegriff zu Langue (dem Regelsystem der Sprache) und Parole (der Ausübung des Sprechens); andererseits und zur Unterscheidung häufiger in der Form faculté de langage die Sprachfähigkeit des Menschen, also die biologischen Voraussetzungen zum Erlernen und zum Gebrauch von Sprache.
Bei der Langage handelt es sich um Sprache als ein generelles menschliches Phänomen und damit um die Sprechfähigkeit und um Sprache auf der Ebene des Mensch-Seins. Während der Begriff Langue die konkrete, geschichtlich gewordene Sprache oder die Sprache auf der Ebene der Gemeinschaft erfasst.
Linguisten wie Chomsky interpretierten de Saussures faculté de langage später als ein Vorläuferkonzept der Theorie einer dem Menschen angeborenen Universalgrammatik.